# Live File System
Live File System (LFS) — понятие, используемое в ОС Windows (Vista и выше) для записи оптических дисков, отформатированных в файловую систему UDF. На компакт-диск, использующий этот формат, можно записывать файлы в любой момент, а также удалять уже записанные файлы с высвобождением места (если диск перезаписываемый). Эти диски используют файловую систему UDF.

## Проблемы совместимости
В более старых ОС[каких?] необходимо установить сторонний драйвер для поддержки поздних версий UDF. Для совместимости с Windows XP необходимо использовать систему UDF версии не выше 2.01.